# 김수지 (아나운서)
김수지(1989년 12월 23일 ~ )는 대한민국 문화방송 소속 아나운서 겸 작사가이다. 2022년 1월 8일 가수 한기주와 백년가약을 맺었다.

## 학력
- 2008년 3월 ~ 2013년 8월 : 국민대학교 사회학, 광고홍보학 학사

## 경력
- 2008년 ~ 2010년 : 국민대학교 북악방송국(BBS) 아나운서
- 2014년 : KTV 국민방송 리포터
- 2015년 1월 ~ 2017년 5월 : G1 강원민방 아나운서
- 2017년 5월 ~ 2018년 4월 MBC 계약직 아나운서
- 2018년 5월 ~ 현재 : MBC 공채 아나운서

## TV
| 연도                                    | 방송사 | 제목                      | 담당          | 비고       |
| --------------------------------------- | ------ | ------------------------- | ------------- | ---------- |
| 2015 ~ 2017                             | G1     | G1 뉴스 820               | 진행          | 주말       |
| 2017.08.19 ~ 2017.12.3                  | MBC    | MBC 뉴스데스크            | 진행          | 주말       |
| 2017.12.8 ~ 2017.12.25 2024.05.06~05.17 | MBC    | MBC 뉴스데스크            | 진행          | 평일(임시) |
| 2018.07 ~ 2020.06                       | MBC    | MBC 뉴스투데이            | 진행          | 평일       |
| 2020.12 ~ 2024.02.09                    | MBC    | 5 MBC 뉴스                | 진행          |            |
| 2023.10.21                              | MBC    | 생방송 행복드림 로또 6/45 | 게스트 1090회 |            |
| 2023.12.09~2024.01.21                   | MBC    | MBC 뉴스데스크            | 진행          | 주말(임시) |
| 2024.04.20~2024.05.19                   | MBC    | MBC 뉴스데스크            | 진행          | 주말       |
| 2024.05.20~                             | MBC    | MBC 뉴스데스크            | 진행          | 평일       |

## 라디오
- 2018년 ~ 2020년 5월 10일 : MBC FM4U 《비포 선라이즈 김수지입니다》DJ
- 2020년 5월 12일 ~ 2020년 11월 16일 : MBC FM4U 《우연한 하루 김수지입니다》DJ
- 2020년 6월 29일 ~ 2021년 6월 4일 : MBC 표준FM 《MBC 저녁앤뉴스》진행
- 2020년 11월 17일 ~ 2023년 11월 20일 : MBC 표준FM 《아이돌 스테이션》DJ

## 드라마
- 2020년 : MBC every1 《제발 그 남자 만나지 마요》 (목소리 출연)

## 저서
- 2003년 소설《얼짱클럽》